# هرتسن ۳۰۵۲

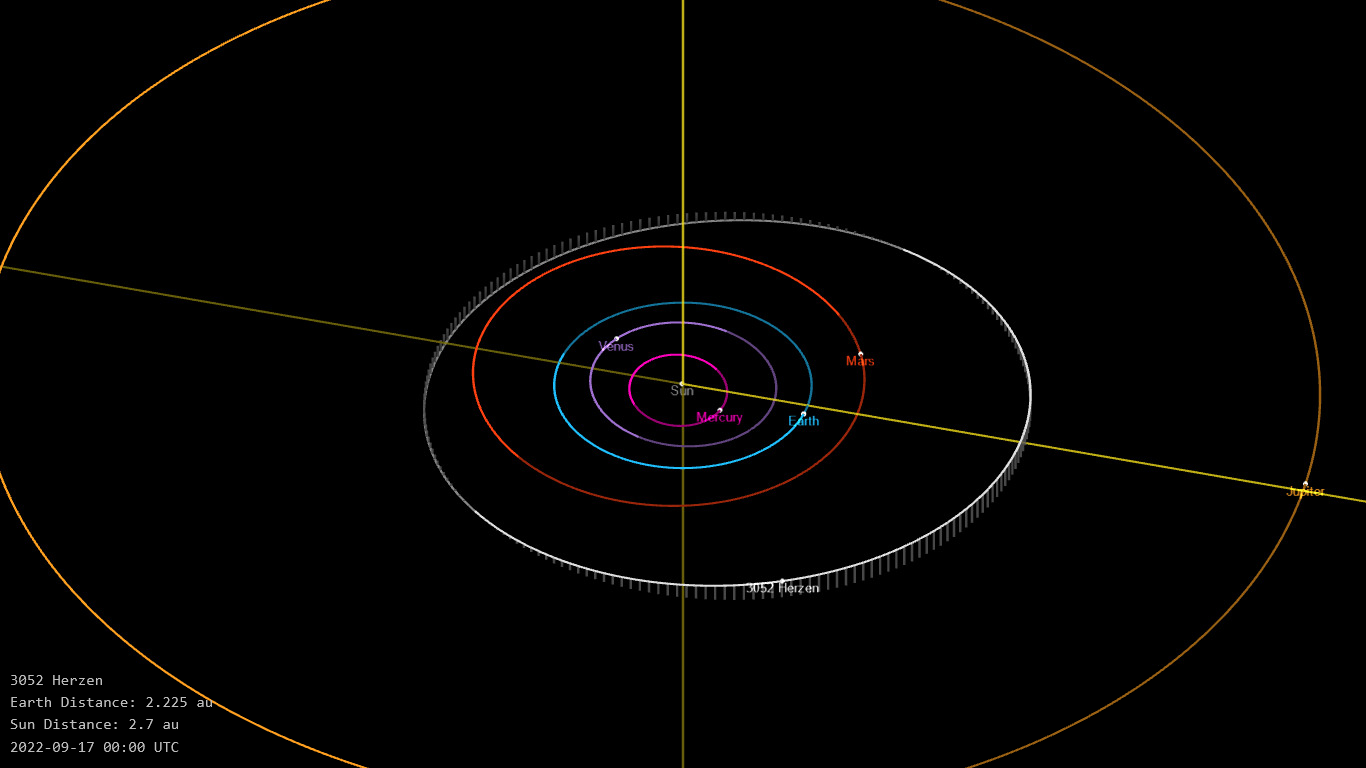
مدار سیارک ۳۰۵۲ (مدار به رنگ سفید) و موقعیت آن در منظومه شمسی

سیارک ۳۰۵۲ (به انگلیسی: 3052 Herzen، نامگذاری:1976YJ3) سه هزار و پنجاه و دومین سیارک کشف شده‌است که در ۱۶ دسامبر ۱۹۷۶ کشف شد.
قدر مطلق سیارک برابر ۱۳٫۱۰ است.